# Anton Calenic
Anton Calenic, född 1 februari 1943 i Chilia Veche, är en rumänsk före detta kanotist.
Calenic blev olympisk silvermedaljör i K-4 1000 meter vid sommarspelen 1968 i Mexico City.